# Cuisine arberèche

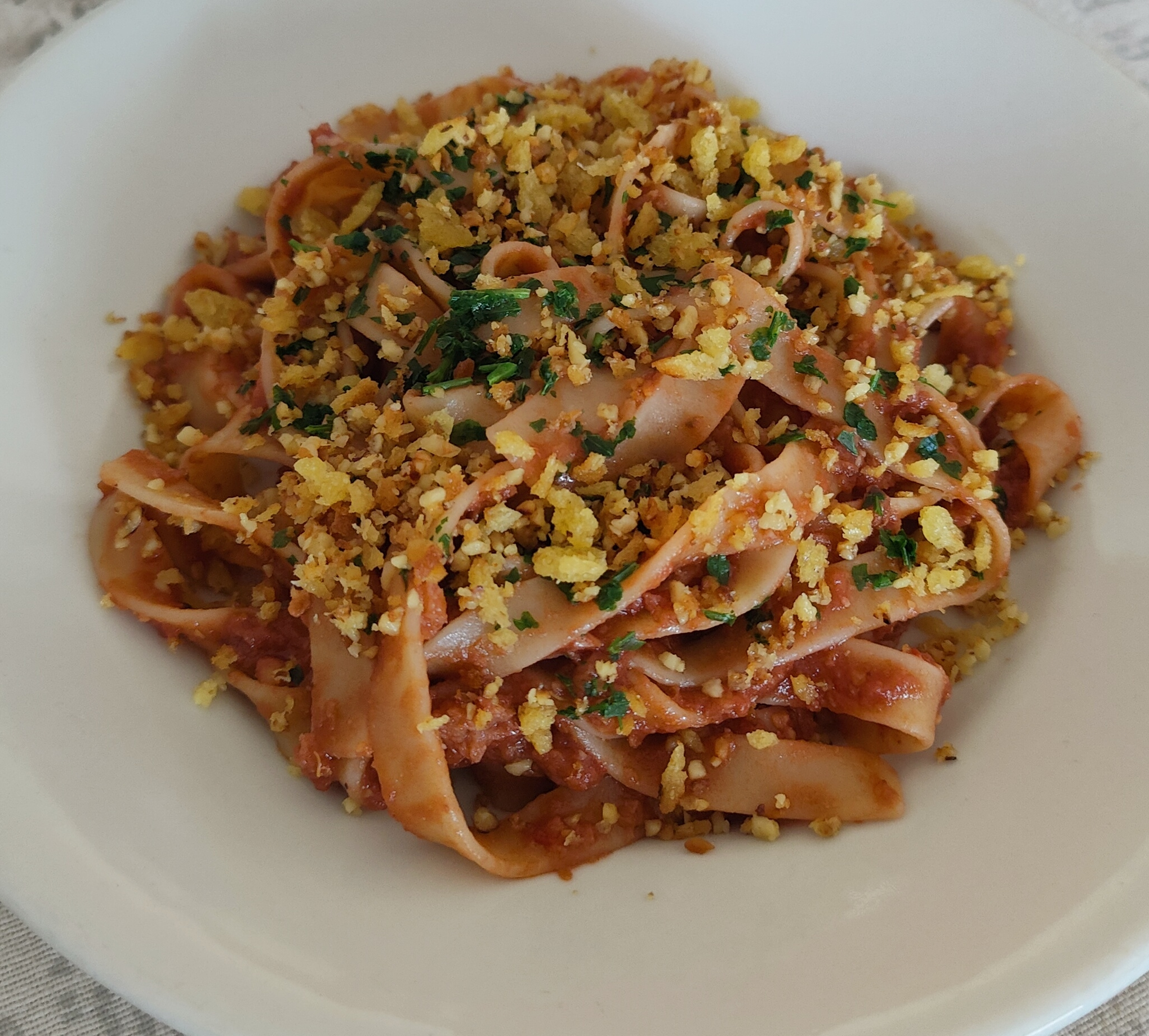
Tumacë me tulë, plat arberèche originaire de Basilicate.

La cuisine arberèche (albanais : kuzhina arbëreshë ; italien : cucina arbëreshë) est la cuisine des Arberèches en Italie. Elle a été considérablement influencée par les cuisines albanaise et italienne.